# Nyíri Tamás
Nyíri Tamás (Igal, 1920. augusztus 10. – Budapest, 1994. július 21.) katolikus pap, Széchenyi-díjas (1990) teológus, filozófus. Könyveivel, előadásaival a második vatikáni zsinat szellemében megújult katolikus teológiát közvetítette hívők és nem hívők felé egyaránt. Gondolkodására a neotomizmus és a transzcendentális filozófia hatott. Alapvető kézikönyve A filozófiai gondolkodás fejlődése (1973).

## Élete
Perugiában, Budapesten és Bécsben tanult, 1945 márciusának elején szentelték pappá Bécsben. Egy esztendőn át káplánként szolgált Budaörsön, majd a Szent Imre Kollégium prefektusaként (1946–1952), illetve az esztergomi Érseki Papnevelő Intézet professzoraként (1952–1963) kezdte meg tanári pályáját.
A Pázmány Péter Katolikus Egyetem bölcseleti tanszékének rendes tanára (1968–1990), a levelező tagozat igazgatója (1978–?). 1990–1992 között a Pécsi Tudományegyetemen a keresztény filozófia tanszékvezetője.
A Nem Hívők Titkársága konzultora (zsinati vizsgáló), a Concilium című egyházi periodika szerkesztőbizottságának tagja, a Vigilia című folyóirat szerkesztője, a Magyar Filozófiai Társaság elnökségi tagja.

## Művei
- A keresztény ember küldetése a világban; Szt. István Társulat, Bp., 1968
- Az idők jelei; Szt. István Társulat, Bp., 1971
- Antropológiai vázlatok; Szt. István Társulat, Bp., 1972
- A filozófiai gondolkodás fejlődése; Szt. István Társulat, Bp., 1973
- Ki ez az „ember”?; Szt. István Társulat, Bp., 1976
- Az ember a világban; Szt. István Társulat, Bp., 1981
- Turay Alfréd–Nyíri Tamás–Bolberitz Pál: A filozófia lényege, alapproblémái és ágai; Szt. István Társulat, Bp., 1981
- Filozófiatörténet; s.n., Bp., 1983
- Az ember társadalmi léte; Katolikus Hittudományi Akadémia, Bp., 1984
- Alapvető etika; Pázmány Péter Római Katolikus Hittudományi Akadémia Levelező Tagozat, Bp., 1988
- Nyíri Tamás–Fenyő Ervin: Magyarság és Európa; Intart, Bp., 1989
- A filozófiai gondolkodás fejlődése; 3. jav., bőv. kiad.; Szt. István Társulat, Bp., 1991
- Turay Alfréd–Nyíri Tamás–Bolberitz Pál: A filozófia lényege, alapproblémái és ágai; Szt. István Társulat, Bp., 1992
- A filozófiai gondolkodás fejlődése; 4. jav., bőv. kiad.; Szt. István Társulat, Bp., 1993
- Mélylélektan és ateizmus. Sigmund Freud kultúraelmélete; Herder, Bp., 1993
- Alapvető etika; Szt. István Társulat, Bp., 1994
- Theologie in Ost und West. Karl Rahners Beitrag; szerk. Karl H. Neufeld; Lang, Frankfurt, 1996 (Europäische Hochschulschriften. Reihe; Theologie)
- A keresztény ember küldetése a világban; 3. jav. kiad.; Akadémiai, Bp., 1996
- A filozófiai gondolkodás fejlődése; 5. jav., bőv. kiad.; Szt. István Társulat, Bp., 1998
- Ki ez az „ember”?; 2. jav. kiad.; Egyházfórum Alapítvány, Bp., 2000
- Lelkünk démonai és angyalai; szerk. Neubauer Irén; Egyházfórum Alapítvány, Bp., 2004
- Lelkünk démonai és angyalai; szerk. Neubauer Irén; 2. jav. kiad.; Egyházfórum Alapítvány, Bp., 2006
- Vendégszerető egyház. Tanulmányok, cikkek, előadások, 1984-1994; szerk. Neubauer Irén; Corvinus, Bp., 2009
- Antropológiai vázlatok; szerk. Neubauer Irén; 2. jav. kiad.; Corvinus, Bp., 2015